# Kassa
För andra betydelser, se Kassa (olika betydelser).
Kassa är en bokförd samling kontanter. Kassor används framförallt för kontant inbetalning vid försäljning och kontant utbetalning vid inköp. För att ta hand om en kassa används vanligen en kassaapparat.
En kassa kan också användas för andra typer av kontinuerlig utbetalning. Ett exempel är en strejkkassa eller a-kassa.
En kassa kan också förvaras i kassaskrin eller kassaskåp.